# Kloster Kilcar

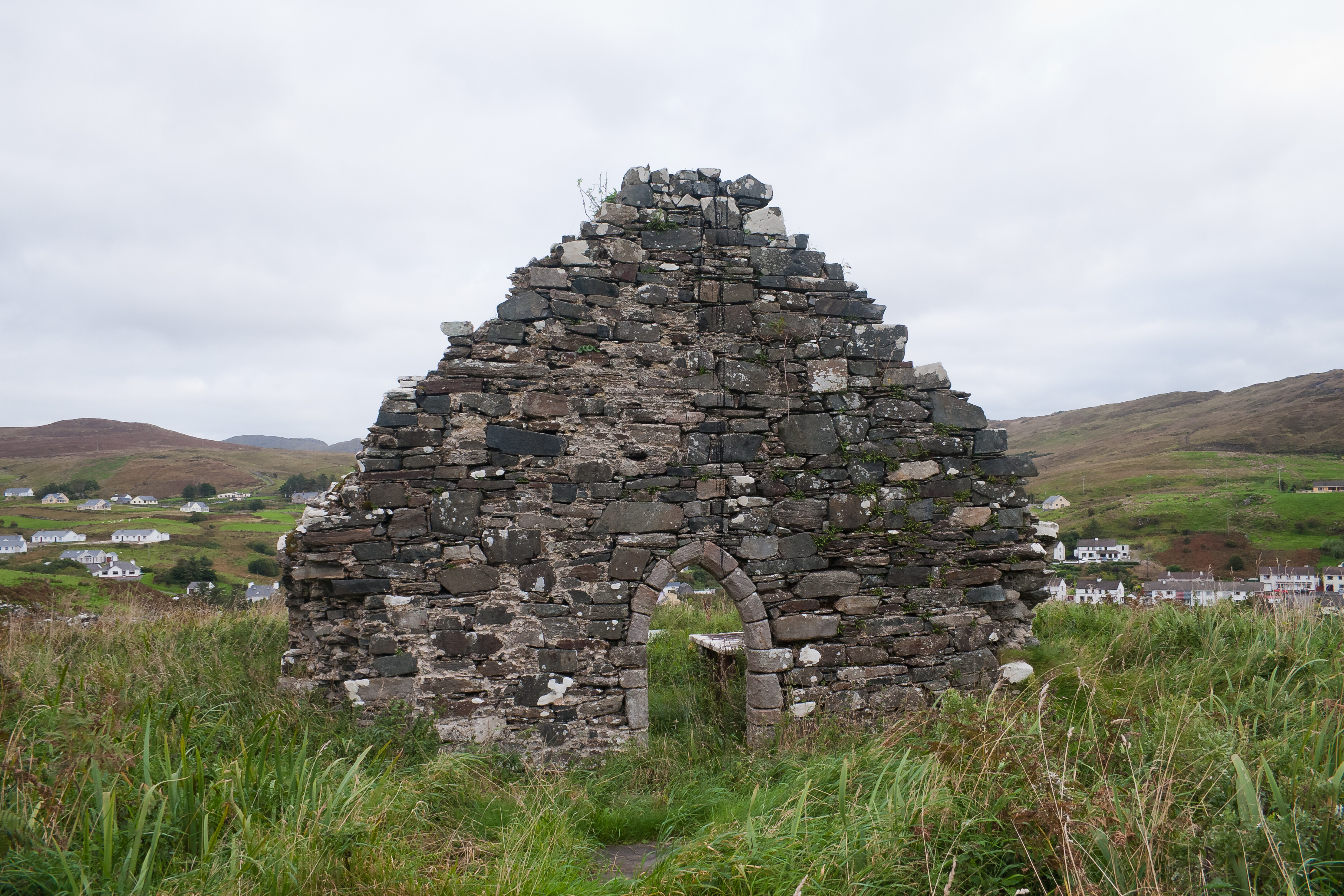
Der noch stehende Westgiebel der Kirche vor den Häusern Kilcars im Hintergrund

Das zur Diözese Raphoe in Irland gehörende ehemalige Kloster Kilcar wurde von dem Bischof St. Carthach im 6. Jahrhundert gegründet. Bis 1609 unterlag es der Verwaltung der Familie McGillaspecke.
Das Kloster liegt auf einem kleinen Plateau eines steilen Berghangs nordwestlich über dem Ort Kilcar, der nach dieser Kirche benannt worden ist: Cill Charthaigh, d. h. „Die Kirche von St. Carthach“. Bereits 1622 war die Kirche eine Ruine, sie blieb aber in Nutzung bis 1828, als eine neue Gemeindekirche unten im Tal errichtet worden ist. Es ist nur noch der Westgiebel mit einem Durchgang erhalten, der mit abgeschrägten Steinen umrandet ist, die einen Spitzbogen bilden. Die rechteckige Kirche war innen mit 6,5 Meter Breite recht schmal. Die Seitenwände sind nur auf 5–6 Meter erhalten. An den Innenseiten der noch stehenden Wände ist ein Putz zu erkennen.